# Нарица, Михаил Александрович
Михаил Александрович Нарица (1909—1993) — советский писатель, скульптор, политзаключённый.

## Биография
Родился в деревне Лопатино Рыковской волости Себежского уезда Витебской губернии в крестьянской семье. С 1925 года жил в детском доме в Себеже, в 1928 году переехал в Ленинград. Окончил Ленинградский художественный техникум, затем там же преподавал.
В 1935 году поступил в Академию художеств имени Репина, но уже в октябре был арестован и осуждён на 5 лет. 1935—1940 годы провёл в Ухто-Ижемском лагере (Коми АССР). Его жена и ребёнок в 1937 году были сосланы в Архангельскую область.
После освобождения в 1941 году Нарица присоединился к ним, но с началом войны был призван в армию, демобилизован по болезни в 1943 году. Работал преподавателем в школе, затем в Архангельском педагогическом институте. В 1948 году вместе с семьёй переведен в Лугу.
В 1949 году вновь арестован и приговорён к бессрочной ссылке в Караганду.
После реабилитации в 1957 году Нарица получил разрешение вернуться в Ленинград и восстановился в Институте живописи, скульптуры и архитектуры им. И. Е. Репина.
В конце 1960 года Нарица передал на Запад рукопись повести «Неспетая песня», написанной им в 1949—1959 годах на материале собственной биографии, начиная с детских лет и кончая 1941 годом. Написав резкое письмо Хрущёву, он не получил разрешения на выезд, а в 1961 был арестован и заключён в Ленинградскую специальную психиатрическую больницу, где находился до 1965 года. После повторного отказа в разрешении на эмиграцию в 1967 году он поселился в Елгаве (Латвия).
Написал одно из первых свидетельств о карательной психиатрии в СССР — очерк «Преступление и наказание» (1970).
В ноябре 1975 года был снова арестован, помещён в психиатрическую больницу. В мае 1976 года освобождён «как переставший быть социально опасным». В 1981 году Нарица написал книгу воспоминаний «После реабилитации».

## Оценка
В книге немецкого слависта и литературного критика Вольфганга Казака содержится следующая оценка творчества Нарицы:
Значение творчества Нарицы — в отличие от произведений А. Солженицына, А. Амальрика или Л. Чуковской — заключается не в художественном отображении личной судьбы писателя. Проза Нарицы даёт непритязательное, опирающееся на фактический материал свидетельство о трагической судьбе затравленного человека.

## Сочинения
- Неспетая песня // «Грани», № 48, 1960, под псевд. М. Нарымов, отд. изд. — Frankfurt/M., 1964
- Преступление и наказание // «Посев», № 8, 1971.
- После реабилитации: Мемуары. Франкфурт-на-Майне: Посев, 1981. 108 с. (Вольное слово; Вып. 43).
- Конец или начало?: (Записки художника). Рассказы. Куда идти искусству? СПб.: ДЕАН; АДИА-М., 1996. 152 с.